# Serra del Port del Comte
Serra del Port del Comte är en bergskedja i Spanien.   Den ligger i provinsen Província de Lleida och regionen Katalonien, i den nordöstra delen av landet, 500 km öster om huvudstaden Madrid. Arean är 20,0 kvadratkilometer.